# 克劳迪奥·里瓦尔塔
克劳迪奥·里瓦尔塔（義大利語：Claudio Rivalta，1978年6月30日—），意大利男子足球运动员，司职后卫。他曾代表意大利国奥队参加2000年夏季奥林匹克运动会足球比赛，获得第五名。